# 増本豊
増本 豊（ますもと ゆたか、1946年4月22日 - 2013年11月5日）は、日本中央競馬会 (JRA) ・栗東トレーニングセンターに所属していた元調教師。父は増本勇（元調教師）、叔父は有限会社増本牧場の代表者である増本一男、義兄弟に瀬戸口勉（元調教師）がいる。

## 来歴
1969年、京都競馬場・増本勇厩舎所属の厩務員となる。
1970年、同厩舎の調教助手となる。
1976年、調教師免許を取得する。
1978年、厩舎を開業し、3月11日に管理馬が初出走し、パールキャプテンが7着となり、7月2日にライトシーダーが勝利し、のべ11戦目で管理馬が初勝利を挙げた。
1981年、日本中央競馬会の厩舎関係者表彰において調教技術賞（2012年現在の優秀調教師賞）を初受賞する。
1985年2月3日に中京記念をパワーシーダーが制し、管理馬が重賞初勝利を挙げた。
1999年5月2日に新潟県競馬組合主催の新潟競馬にて地方競馬への初出走を果たし、同日に初勝利を挙げた。5月23日には高松宮記念をマサラッキが制し、管理馬がGI初勝利を挙げた。 
2000年5月13日に中央通算400勝を達成した。
2001年9月5日にさきたま杯をゲイリーイグリットが制し、管理馬がダートグレード競走初勝利を挙げた。
2008年4月19日、第10回中山グランドジャンプをマルカラスカルが優勝し、12月27日に中山大障害をキングジョイが優勝したため、同一年障害GI競走優勝を果たした。
2013年11月5日、病気のため滋賀県内の病院で死去。67歳没。

## 調教師成績
|            | 日付          | 競走名          | 馬名             | 頭数 | 人気 | 着順 |
| ---------- | ------------- | --------------- | ---------------- | ---- | ---- | ---- |
| 初出走     | 1978年3月11日 | -               | パールキャプテン | -    | -    | 7着  |
| 初勝利     | 1978年7月2日  | -               | ライトシーダー   | -    | -    | 1着  |
| 重賞初出走 | 1978年3月19日 | 阪神4歳牝馬特別 | マスファミリー   | 14頭 | 10   | 12着 |
| 重賞初勝利 | 1985年2月3日  | 中京記念        | パワーシーダー   | 16頭 | 4    | 1着  |
| GI初出走   | 1978年4月29日 | 天皇賞（春）    | ヒシノプルーム   | 16頭 | 12   | 13着 |
| GI初勝利   | 1999年5月23日 | 高松宮記念      | マサラッキ       | 16頭 | 8    | 1着  |

### おもな管理馬
- パワーシーダー（1985年 中京記念）
- ダイナカーペンター（1988年 阪神大賞典、1989年 京都記念）
- ヒシノリフオー（1988年関屋記念）
- ヴァイスシーダー（1991年 ニュージーランドトロフィー4歳ステークス）
- マサラッキ（1997年 函館スプリントステークス、1998年 阪急杯、CBC賞、1999年 高松宮記念）
- ゲイリーイーグル（1997年小倉記念）
- ゲイリーイグリット（1999年 オーストラリアトロフィー、2001年 さきたま杯、兵庫ゴールドトロフィー）
- マルカラスカル（2008年中山グランドジャンプ）
- キングジョイ（2007年 京都ジャンプステークス、2008年京都ハイジャンプ、中山大障害、2009年中山大障害）
- サンライズマックス（2007年中日新聞杯、2008年エプソムカップ、2009年小倉大賞典）
- マルカフリート（2011年北海道スプリントカップ）

### 表彰
- 調教技術賞（関西。1981年）
- 優秀調教師賞（関西。1988年、1989年、1990年）

## 主な厩舎所属者
※太字は門下生。括弧内は厩舎所属期間と所属中の職分。
- 飯田雄三（1977年-2000年 調教助手）
- 鮫島一歩（1979年-1999年 調教助手）
- 小原義之（1990年-1993年 騎手）
- 荻野要（1998年-2001年 騎手）